# Nauru na Igrzyskach Wspólnoty Narodów 2010
Reprezentacja Nauru na Igrzyskach Wspólnoty Narodów 2010 liczyła dziesięcioro zawodników (9 mężczyzn i 1 kobietę), którzy startowali w 2 spośród 21 rozgrywanych dyscyplin. Zawodnicy z tego kraju zdobyli jeden złoty i jeden srebrny medal. Chorążym reprezentacji był sztangista Itte Detenamo. Najmłodszym przedstawicielem tego państwa na tej imprezie był 16-letni sztangista Elson Brechtefeld, a najstarszym przedstawicielem był 26-letni Yukio Peter.
Był to szósty start tej reprezentacji na Igrzyskach Wspólnoty Narodów. Złoty medal dla Nauru zdobył Yukio Peter, zaś srebrny Itte Detenamo (obydwoje w podnoszeniu ciężarów).

## Tło startu
W 1990 roku reprezentacja Nauru po raz pierwszy wzięła udział w Igrzyskach Wspólnoty Narodów. Przedtem sportowcy z tego kraju odnotowywali sukcesy m.in. na Igrzyskach Pacyfiku. Reprezentacja Nauru na tych igrzyskach liczyła dziesięcioro zawodników (9 mężczyzn i 1 kobietę), którzy startowali w dwóch dyscyplinach - w boksie i podnoszeniu ciężarów.
W skład delegacji wchodził m.in. szef misji tego kraju, Sean Oppenheimer. Ówczesny prezydent Marcus Stephen, przyleciał do Indii 1 października, czyli nieco później od całej nauruańskiej delegacji, gdyż w tym czasie uczestniczył w Zgromadzeniu Ogólnym ONZ w Nowym Jorku. Razem z nim przyleciał m.in. minister zdrowia, sportu i sprawiedliwości, Mathew Batsiua.

## Statystyki według dyscyplin
| Lp.     | Sport                | Mężczyźni | Kobiety | Łącznie |
| ------- | -------------------- | --------- | ------- | ------- |
| 1.      | Boks                 | 4         | 0       | 4       |
| 2.      | Podnoszenie ciężarów | 5         | 1       | 6       |
| Łącznie | Łącznie              | 9         | 1       | 10      |

## Wyniki reprezentantów Nauru

### Boks
Nauru w boksie reprezentowało czterech zawodników. Każdy z nich wystartował w jednej konkurencji.
Jako pierwszy podczas igrzysk wystartował Lad Agege, który wziął udział w rywalizacji pięściarzy w wadze średniej. W pierwszym pojedynku zmierzył się z Damienem Hooperem z Australii. Agege przegrał wszystkie trzy rundy (odpowiednio: 1-8,1-3 i 1-5, a łącznie przegrał z Australijczykiem 3-16), i tym samym odpadł z rywalizacji o medale, zajmując 17. miejsce. W tej konkurencji zwyciężył Eamonn O’Kane z Irlandii Północnej.
Kolejnym bokserem startującym na igrzyskach, był Colan Caleb, który wziął udział w rywalizacji pięściarzy w wadze lekkiej. W pierwszym pojedynku zmierzył się z Jai Bhagwanem z Indii. Caleb przegrał 1–11 (odpowiednio 1-2, 0-5, 0-4), i tym samym odpadł z rywalizacji o medale, zajmując 17. miejsce. W tej konkurencji zwyciężył Thomas Stalker z Anglii.
Kolejnym bokserem startującym na igrzyskach, był Joseph Deireragea, który wziął udział w wadze półśredniej. W pierwszym pojedynku zmierzył się z Michalisem Michaelidisem z Cypru. Po trzech rundach pojedynek zakończył się remisem 3-3 (odpowiednio: 0-1, 1-0, 2-2), jednak Cypryjczyk zwyciężył różnicą małych punktów, a Deireragea odpadł i zajął 17. miejsce (Nauruańczyk nie krył rozczarowania decyzją sędziów). Zwyciężył Patrick Gallagher z Irlandii Północnej.
Ostatnim bokserem nauruańskim, był Jake Ageidu; startował on w wadze superciężkiej. W pierwszym pojedynku jego rywalem był Jubilee Arama z Wysp Cooka. Pojedynek zakończył się zwycięstwem boksera nauruańskiego, który zremisował w pierwszej rundzie, natomiast w dwóch następnych był lepszy od Aramy (odpowiednio: 2-2, 6-4 i 4-2, co w łącznym rozrachunku przełożyło się na wynik 12-8). W ćwierćfinale zmierzył się z Juniorem Fa z Tonga, jednak Ageidu musiał uznać wyższość Tongijczyka, ponieważ przegrał 2-12 (pierwszą rundę przegrał 0-7, drugą 1-2, natomiast trzecią 1-3). W całym turnieju zwyciężył Paramjeet Samota z Indii.
| Zawodnik          | Kategoria wagowa           | Kwalifikacje              | 1/8                | Ćwierćfinały     | Półfinały        | Finał            | Finał   | Źródła        |
| Zawodnik          | Kategoria wagowa           | Przeciwnik Wynik          | Przeciwnik Wynik   | Przeciwnik Wynik | Przeciwnik Wynik | Przeciwnik Wynik | Pozycja | Źródła        |
| ----------------- | -------------------------- | ------------------------- | ------------------ | ---------------- | ---------------- | ---------------- | ------- | ------------- |
| Colan Caleb       | do 60 kg (waga lekka)      | Jai Bhagwan 1:11          | NQ                 | NQ               | NQ               | NQ               | 17      | [ 7 ]         |
| Joseph Deireragea | do 69 kg (waga półśrednia) | Michalis Michaelidis 3:+3 | NQ                 | NQ               | NQ               | NQ               | 17      | [ 9 ]         |
| Lad Agege         | do 75 kg (waga średnia)    | Damien Hooper 3:16        | NQ                 | NQ               | NQ               | NQ               | 17      | [ 4 ]         |
| Jake Ageidu       | + 91 kg (waga superciężka) | —                         | Jubilee Arama 12:8 | Junior Fa 2:12   | NQ               | NQ               | 5       | [ 10 ] [ 11 ] |

### Podnoszenie ciężarów
Nauru w podnoszeniu ciężarów reprezentowało sześcioro zawodników (5 mężczyzn i 1 kobieta). Każdy z nich wystartował w jednej konkurencji.
Jako pierwszy podczas igrzysk wystartował Elson Brechtefeld, który wziął udział w kategorii do 56 kilogramów. W zawodach, udział brał tylko grupa A. W rwaniu pierwsze dwie próby na 87 i 92 kilogramy miał udane, natomiast próbę na 96 kilogramów spalił, a tym samym po rwaniu był sklasyfikowany na 8. miejscu. W podrzucie pierwsze dwie próby na 110 i 115 kilogramów miał udane, jednak następną na 120 kilogramów miał nieudaną. Podrzut zakończył na 9. miejscu, a z wynikiem 207 kilogramów w dwuboju zajął 9. miejsce (wyprzedził jednego sklasyfikowanego i dwóch niesklasyfikowanych zawodników), i tym samym poprawił swój rekord życiowy. Zwycięzcą tej konkurencji został Amirul Ibrahim z Malezji.
Kolejnym nauruańskim sztangistą, który startował w Nowym Delhi, był Ika Aliklik, który wziął udział w kategorii do 69 kilogramów. Aliklik wystartował w grupie B. W rwaniu pierwszą próbę na 110 kg miał udaną, następną na 115 kg spalił, a kolejną na 115 kg miał udaną, a tym samym po rwaniu był sklasyfikowany na 9. miejscu. W podrzucie pierwsze dwie próby na 135 i 140 kilogramów miał udane, jednak następną na 145 kilogramów miał nieudaną. Podrzut zakończył na 9. miejscu, a z wynikiem 255 kilogramów w dwuboju zajął 8. miejsce (w stawce 18 zawodników). Zwycięzcą tej konkurencji został Katulu Kumar z Indii.
Kolejnym zawodnikiem był Yukio Peter, który wziął udział w kategorii do 77 kilogramów. Peter wystąpił w grupie A. W rwaniu pierwszą próbę na 143 kg miał udaną, następną na 148 kg spalił, a kolejną na 148 kg miał udaną, a tym samym po rwaniu był sklasyfikowany na 2. miejscu. W podrzucie pierwszą próbę na 185 kg miał udaną, jednak następnie dwie na 188 kilogramów miał nieudane. Podrzut zakończył na 1. miejscu, a z wynikiem 333 kilogramów w dwuboju zajął 1. miejsce (w stawce 15 zawodników).
Kolejnym reprezentantem Nauru, był Val-John Starr, który wziął udział w kategorii do 85 kilogramów. Wystartował w grupie A. W rwaniu pierwszą próbę na 115 kg miał udaną, natomiast następne dwie na 120 kg miał nieudane, a tym samym po rwaniu był sklasyfikowany na 10. miejscu. W podrzucie pierwsze dwie próby na 142 i 150 kilogramów miał udane, jednak następną na 155 kilogramów miał nieudaną. Podrzut zakończył na 9. miejscu, a z wynikiem 265 kilogramów (poprawił rekord życiowy) w dwuboju zajął 11. miejsce w stawce 20 zawodników. Zwycięzcą tej konkurencji został Simplice Ribouem z Australii.
Jedyną kobietą reprezentującą Nauru na tych igrzyskach, była Michaela Detenamo (siostra Itte Detenamo), która wzięła udział w kategorii do 75 kilogramów. W zawodach, udział brała tylko grupa A. W rwaniu pierwsze dwie próby na 85 i 90 kilogramów miała udane, natomiast próbę na 94 kilogramów spaliła, a tym samym po rwaniu był sklasyfikowana na 6. miejscu. W podrzucie pierwszą próbę na 110 kg miała udaną, jednak następnie dwie na 114 kg spaliła. Podrzut zakończyła na 10. miejscu, a z wynikiem 200 kilogramów w dwuboju zajęła 8. miejsce (wyprzedziła cztery sklasyfikowane i dwie niesklasyfikowane zawodniczki), i tym samym poprawiła swój rekord życiowy. Zwyciężczynią tej konkurencji została Hadiza Zakare z Nigerii.
Kolejnym i ostatnim sztangistą, który startował w Nowym Delhi, był Itte Detenamo, który wziął udział w kategorii powyżej 105 kilogramów. W zawodach, udział brała tylko grupa A. W rwaniu wszystkie trzy próby na 172,176 i 179 kg miał udane, a tym samym po rwaniu był sklasyfikowany na 1. miejscu. W podrzucie pierwsze dwie próby na 218 kg spalił, jednak w trzeciej próbie podrzucił ten ciężar. Podrzut zakończył na 2. miejscu, a z wynikiem 397 kilogramów w dwuboju zajął 2. miejsce (w stawce 11 zawodników). Mimo iż uzyskał taki sam wynik, jak zwycięzca (Damon Kelly), został sklasyfikowany na 2. miejscu, ponieważ Detenamo był przeszło o trzy kilogramy cięższy od Kelly’ego.

#### Mężczyźni
Legenda
- - nowy rekord życiowy

| Zawodnik          | Konkurencja | Masa ciała | Rwanie | Rwanie  | Podrzut | Podrzut | Razem  | Pozycja | Uwagi | Źródła        |
| Zawodnik          | Konkurencja | Masa ciała | Wynik  | Pozycja | Wynik   | Pozycja | Razem  | Pozycja | Uwagi | Źródła        |
| ----------------- | ----------- | ---------- | ------ | ------- | ------- | ------- | ------ | ------- | ----- | ------------- |
| Elson Brechtefeld | - 56 kg     | 55,57 kg   | 92 kg  | 8       | 115 kg  | 9       | 207 kg | 9       |       | [ 12 ] [ 19 ] |
| Ika Aliklik       | - 69 kg     | 68,01 kg   | 115 kg | 9       | 140 kg  | 9       | 255 kg | 8       |       | [ 14 ] [ 20 ] |
| Yukio Peter       | - 77 kg     | 76,61 kg   | 148 kg | 2       | 185 kg  | 1       | 333 kg | 1       |       | [ 15 ] [ 21 ] |
| Val-John Starr    | - 85 kg     | 84,08 kg   | 115 kg | 10      | 150 kg  | 9       | 265 kg | 11      |       | [ 16 ] [ 22 ] |
| Itte Detenamo     | + 105 kg    | 151,90 kg  | 179 kg | 1       | 218 kg  | 2       | 397 kg | 2       |       | [ 18 ] [ 23 ] |

#### Kobiety
Legenda
- - nowy rekord życiowy

| Zawodniczka       | Konkurencja | Masa ciała | Rwanie | Rwanie  | Podrzut | Podrzut | Razem  | Pozycja | Uwagi | Źródła        |
| Zawodniczka       | Konkurencja | Masa ciała | Wynik  | Pozycja | Wynik   | Pozycja | Razem  | Pozycja | Uwagi | Źródła        |
| ----------------- | ----------- | ---------- | ------ | ------- | ------- | ------- | ------ | ------- | ----- | ------------- |
| Michaela Detenamo | - 75 kg     | 74,24 kg   | 90 kg  | 6       | 110 kg  | 10      | 200 kg | 8       |       | [ 17 ] [ 24 ] |